# Fenpropidin
Fenpropidin ist eine Mischung von zwei enantiomeren chemischen Verbindungen aus der Gruppe der Piperidine.

## Gewinnung und Darstellung
Fenpropidin kann durch Reaktion von p-tert-Butylbenzaldehyd mit Propionaldehyd, Piperidin und Wasserstoff gewonnen werden.

## Eigenschaften
Fenpropidin ist eine gelbliche Flüssigkeit, die sehr wenig löslich in Wasser ist. Die Verbindung ist stabil gegenüber Hydrolyse und UV-Licht.

## Verwendung
Das 1986 auf den Markt gebrachte Fenpropidin wird als Fungizid hauptsächlich bei Getreide verwendet. In Kombination mit Difenoconazol wird es auch bei Zucker- und Futterrüben zur Bekämpfung von Blattkrankheiten eingesetzt. Die Wirkung beruht (ähnlich der der Morpholine) auf der Hemmung der Ergosterol-Biosynthese.

## Zulassung
Fenpropidin ist ein in den Ländern der Europäischen Union seit Januar 2009 für Anwendungen als Fungizid zulässiger Wirkstoff in Pflanzenschutzmitteln.
In Deutschland, Österreich und der Schweiz sind Pflanzenschutzmittel mit diesem Wirkstoff zugelassen.